# إذاعة البرنامج الأوروبي
إذاعة البرنامج الأوروبي هي إذاعة مصرية بدأت إرسالها في بداية الأربعينيات بعد الحرب العالمية الثانية وهي ثاني إذاعة مصرية بعد البرنامج العام ومن بعدها  ركن السودان وهي تبث الآن عبر  95.4 FM